# Marius Ohl
Marius Ohl (* 1979 in Filderstadt) ist ein deutscher Maler. Er lebt und arbeitet in Frankfurt am Main.

Marius Ohl

## Leben
Ohl wuchs in Frankfurt am Main auf. In seiner Jugend war er als Graffitimaler aktiv (erste Zeichnungen und Malereien u. a. mit Guido Zimmermann) und studierte anschließend von 2002 bis 2009 u. a. bei Manfred Stumpf, Christian Hahn und Adam Jankowski an der HFG in Offenbach am Main.
Von 2020 bis 2022 war er Studienleiter an der freien Kunstakademie (FKAM) in Mannheim und erhielt von 2018 bis 2022 das Atelierstipendium der Stadt Mannheim.
Er war zweimaliger Teilnehmer des Metropolink-Festival in Heidelberg.
2017 gründete er die Künstlergruppe die Kunstpirativen.
Subkulturen, Clubkultur, Musik, Urbanität und die Natur bestimmten seit jeher seine Arbeiten. Seine Medien umfassen Malerei, Zeichnung, Wandmalereien, Fotografie und Film.
Seine Themen changieren zwischen der einen größten Realität, gewendet in abstrahierte Bildwelten, bis hin zu Arbeiten der Gegenstandslosigkeit. Es geht um die alles umfassenden Strukturen des Universums, die unser irdisches Dasein prägen. Dabei liegt für Marius Ohl allem ein Gegenstand zu Grunde, indem Zustände aufgezeigt werden, die sich außerhalb des Offensichtlichen befinden. Quantenphysik und die Neurowissenschaften ergänzen diese Beobachtungen. Der Mensch scheint abwesend zu sein und ist dadurch in seinen Arbeiten umso präsenter. Zwei Richtungen sind zu erkennen: Zum einen beschäftigen ihn das frei komponierende Arbeiten, ähnlich dem Freejazz, indem alle zur Verfügung stehenden Elemente kombinierend die Form und Geste prägen. Zum anderen setzt er nach Konzepten ganze Serien in Szene, die einem genauen Plan folgen.

## Ausstellungen (Auswahl)
- 2025: Kein Zufall Strümpfe, The Supper-Artclub, Mannheim[1]
- 2024: Neues aus der Sammlung (1835–2024). Entdeckungen und Erwerbungen, Museum Sammlung Prinzhorn, Heidelberg[2]
- 2021: Longing – Ein Sehnen im Raum, Hawerkamp 31 e.V., Münster[3]
- 2021:die Kunstpirativen, Strümpfe The Supper-Artclub, Mannheim[4]
- 2020: EXIT.US, Einraumhaus c/o, Mannheim
- 2019: 150 Jahre Gegenwart, aus den Sammlungen der Mitglieder, Heidelberger Kunstverein, Heidelberg
- 2019: Kontext & Kontroverse, Museum Bautzen[5]
- 2018: BLACK BOX(ES), mit boeckercontemporary, Forum d’art contemporain (Luxemburg) und Saarländisches Künstlerhaus, Saarbrücken[6]
- 2017: Metropolink – Urban Art Unlimited, SAP, Walldorf[7]
- 2016: Der Obergrund, Leitstelle + Dezernat 16, Heidelberg
- 2016: Eine Welt, Galerie erstererster, Berlin
- 2016: Grün, Dezernat16, Heidelberg
- 2015: Zweite Haut, Kunstverein 2025, Hamburg[8]
- 2015: Betty, Atelier Frankfurt, Frankfurt am Main
- 2014: Ende der Entfremdung, Haberkern Contemporary Art Gallery, Stuttgart
- 2013: Funkwelle in der Leitstelle, Heidelberg
- 2013: Abstrakt vernetzt, Kommission Kunst, Dossenheim
- 2011: Querfeldein, blaues Haus, Verein für Kunst und freie Zeit, Frankfurt am Main
- 2010: Out of Abstraction, Museum Heylshof, Worms am Rhein[9]

## Sammlungen (Auswahl)
- Museum Sammlung Prinzhorn, Heidelberg
- Museum Bautzen
- Keil Collection Heidelberg